# ثيودور إي. هانكوك
ثيودور إي. هانكوك (بالإنجليزية: Theodore E. Hancock)‏ هو محامي وقاضي وسياسي أمريكي، ولد في 30 مايو 1847 في غرانبي في الولايات المتحدة، وتوفي في 19 نوفمبر 1916 في سيراكيوز في الولايات المتحدة. حزبياً، نشط في الحزب الجمهوري.